# بطولة أمم أوروبا 1996
أقيمت بطولة أمم أوروبا 1996 في إنجلترا، في الفترة ما بين 8 يونيو 1996 إلى 30 يونيو 1996، وقد كان شعار البطولة «كرة القدم تعود إلى موطنها».
وقد كانت أول بطولة أوروبية يلعب فيها 16 فريق، حيث تأهل 15 فريق إلى البطولة عن طريق التصفيات، بينما تأهل منتخب إنجلترا لكرة القدم بصفته الدولة المضيفة.
وقسمت الفرق في البطولة إلى أربعة مجموعات، ويتأهل أول فريقين إلى الدور الربع نهائي.

## الفرق المتأهلة
- منتخب بلغاريا لكرة القدم
- منتخب كرواتيا لكرة القدم
- منتخب التشيك لكرة القدم
- منتخب الدنمارك لكرة القدم
- منتخب فرنسا لكرة القدم
- منتخب ألمانيا لكرة القدم
- منتخب إيطاليا لكرة القدم
- منتخب هولندا لكرة القدم
- منتخب البرتغال لكرة القدم
- منتخب رومانيا لكرة القدم
- منتخب روسيا لكرة القدم
- منتخب اسكتلندا لكرة القدم
- منتخب إسبانيا لكرة القدم
- منتخب سويسرا لكرة القدم
- منتخب تركيا لكرة القدم
- منتخب إنجلترا لكرة القدم

## الملاعب
| لندن                          | مانشستر                    | ليفربول                     | بيرمينغهام                |
| ----------------------------- | -------------------------- | --------------------------- | ------------------------- |
| ويمبلي السعة: 78,567          | أولد ترافورد السعة: 55,000 | أنفيلد السعة: 42,730        | فيلا بارك السعة: 39,399   |
|                               |                            |                             |                           |
| ليدز                          | شيفيلد                     | نيوكاسل                     | نوتنغهام                  |
| ملعب إيلاند رود السعة: 40,204 | هيلزبورو السعة: 39,814     | سان جيمس بارك السعة: 36,610 | سيتي غراوند السعة: 30,576 |
|                               |                            |                             |                           |

## دور المجموعات

### المجموعة الأولى
| م | الفريق      | لعب | ف | ت | خ | أ.له | أ.ع | أ.ف | نقاط | التأهل                       |
| - | ----------- | --- | - | - | - | ---- | --- | --- | ---- | ---------------------------- |
| 1 | إنجلترا (H) | 3   | 2 | 1 | 0 | 7    | 2   | +5  | 7    | يتقدم إلى مرحلة خروج المغلوب |
| 2 | هولندا      | 3   | 1 | 1 | 1 | 3    | 4   | −1  | 4    | يتقدم إلى مرحلة خروج المغلوب |
| 3 | إسكتلندا    | 3   | 1 | 1 | 1 | 1    | 2   | −1  | 4    |                              |
| 4 | سويسرا      | 3   | 0 | 1 | 2 | 1    | 4   | −3  | 1    |                              |

| إنجلترا       | 1–1   | سويسرا                        |
| ------------- | ----- | ----------------------------- |
| آلان شيرر 23' | تقرير | كوبيلاي توركيلماز 83' (ركلة.) |

| هولندا | 0–0   | إسكتلندا |
| ------ | ----- | -------- |
|        | تقرير |          |

| سويسرا | 0–2   | هولندا                                |
| ------ | ----- | ------------------------------------- |
|        | تقرير | - يوردي كرويف 66' - دينيس بيركامب 79' |

| إسكتلندا | 0–2   | إنجلترا                           |
| -------- | ----- | --------------------------------- |
|          | تقرير | - آلان شيرر 53' - بول غاسكوين 79' |

| إسكتلندا        | 1–0   | سويسرا |
| --------------- | ----- | ------ |
| ألي مككويست 36' | تقرير |        |

| هولندا             | 1–4   | إنجلترا                                               |
| ------------------ | ----- | ----------------------------------------------------- |
| باتريك كلايفرت 78' | تقرير | - آلان شيرر 23' (ركلة.)، 57' - تيدي شيرنغهام 51'، 62' |

### المجموعة الثانية
| م | الفريق  | لعب | ف | ت | خ | أ.له | أ.ع | أ.ف | نقاط | التأهل                       |
| - | ------- | --- | - | - | - | ---- | --- | --- | ---- | ---------------------------- |
| 1 | فرنسا   | 3   | 2 | 1 | 0 | 5    | 2   | +3  | 7    | يتقدم إلى مرحلة خروج المغلوب |
| 2 | إسبانيا | 3   | 1 | 2 | 0 | 4    | 3   | +1  | 5    | يتقدم إلى مرحلة خروج المغلوب |
| 3 | بلغاريا | 3   | 1 | 1 | 1 | 3    | 4   | −1  | 4    |                              |
| 4 | رومانيا | 3   | 0 | 0 | 3 | 1    | 4   | −3  | 0    |                              |

| إسبانيا           | 1–1   | بلغاريا                      |
| ----------------- | ----- | ---------------------------- |
| ألفونسو بيريز 74' | تقرير | خريستو ستويتشكوف 65' (ركلة.) |

| رومانيا | 0–1   | فرنسا              |
| ------- | ----- | ------------------ |
|         | تقرير | كريستوف دوغاري 25' |

| بلغاريا             | 1–0   | رومانيا |
| ------------------- | ----- | ------- |
| خريستو ستويتشكوف 3' | تقرير |         |

| فرنسا              | 1–1   | إسبانيا                 |
| ------------------ | ----- | ----------------------- |
| يوري دجوركاييف 48' | تقرير | خوسيه لويس كامينيرو 85' |

| فرنسا                                                          | 3–1   | بلغاريا              |
| -------------------------------------------------------------- | ----- | -------------------- |
| - لوران بلان 21' - لوبوسلاف بينيف 63' (ه.ذ.) - باتريس لوكو 90' | تقرير | خريستو ستويتشكوف 69' |

| رومانيا              | 1–2   | إسبانيا                                   |
| -------------------- | ----- | ----------------------------------------- |
| فلورين رادوتشويو 29' | تقرير | - خافيير مانخارين 11' - غويليرمو أمور 84' |

### المجموعة الثالثة
| م | الفريق         | لعب | ف | ت | خ | أ.له | أ.ع | أ.ف | نقاط | التأهل                       |
| - | -------------- | --- | - | - | - | ---- | --- | --- | ---- | ---------------------------- |
| 1 | ألمانيا        | 3   | 2 | 1 | 0 | 5    | 0   | +5  | 7    | يتقدم إلى مرحلة خروج المغلوب |
| 2 | جمهورية التشيك | 3   | 1 | 1 | 1 | 5    | 6   | −1  | 4    | يتقدم إلى مرحلة خروج المغلوب |
| 3 | إيطاليا        | 3   | 1 | 1 | 1 | 3    | 3   | 0   | 4    |                              |
| 4 | روسيا          | 3   | 0 | 1 | 2 | 4    | 8   | −4  | 1    |                              |

| ألمانيا                                 | 2–0   | جمهورية التشيك |
| --------------------------------------- | ----- | -------------- |
| - كريستيان تسيغه 26' - أندرياس مولر 32' | تقرير |                |

| إيطاليا                    | 2–1   | روسيا              |
| -------------------------- | ----- | ------------------ |
| بييرلويجي كازيراغي 5'، 52' | تقرير | إليا تسيمبالار 21' |

| جمهورية التشيك                    | 2–1   | إيطاليا          |
| --------------------------------- | ----- | ---------------- |
| - بافل نيدفيد 5' - راديك بيبل 35' | تقرير | إنريكو كييزا 18' |

| روسيا | 0–3   | ألمانيا                                     |
| ----- | ----- | ------------------------------------------- |
|       | تقرير | - ماتياس زامر 56' - يورغن كلينسمان 77'، 90' |

| روسيا                                                                    | 3–3   | جمهورية التشيك                                         |
| ------------------------------------------------------------------------ | ----- | ------------------------------------------------------ |
| - ألكساندر موستوفوي 49' - أوماري تيترادزه 54' - فلاديمير بيستشاستنيخ 85' | تقرير | - يان سشوبارك 5' - بافل كوكا 19' - فلاديمير شميتسر 88' |

| إيطاليا | 0–0   | ألمانيا |
| ------- | ----- | ------- |
|         | تقرير |         |

### المجموعة الرابعة
| م | الفريق   | لعب | ف | ت | خ | أ.له | أ.ع | أ.ف | نقاط | التأهل                       |
| - | -------- | --- | - | - | - | ---- | --- | --- | ---- | ---------------------------- |
| 1 | البرتغال | 3   | 2 | 1 | 0 | 5    | 1   | +4  | 7    | يتقدم إلى مرحلة خروج المغلوب |
| 2 | كرواتيا  | 3   | 2 | 0 | 1 | 4    | 3   | +1  | 6    | يتقدم إلى مرحلة خروج المغلوب |
| 3 | الدنمارك | 3   | 1 | 1 | 1 | 4    | 4   | 0   | 4    |                              |
| 4 | تركيا    | 3   | 0 | 0 | 3 | 0    | 5   | −5  | 0    |                              |

| الدنمارك          | 1–1   | البرتغال             |
| ----------------- | ----- | -------------------- |
| بريان لاودروب 22' | تقرير | ريكاردو سا بينتو 53' |

| تركيا | 0–1   | كرواتيا            |
| ----- | ----- | ------------------ |
|       | تقرير | غوران فلاوفيتش 86' |

| البرتغال         | 1–0   | تركيا |
| ---------------- | ----- | ----- |
| فرناندو كوتو 66' | تقرير |       |

| كرواتيا                                            | 3–0   | الدنمارك |
| -------------------------------------------------- | ----- | -------- |
| - دافور شوكر 54' (ركلة.)، 90' - زفونيمير بوبان 81' | تقرير |          |

| كرواتيا | 0–3   | البرتغال                                             |
| ------- | ----- | ---------------------------------------------------- |
|         | تقرير | - لويس فيغو 4' - جواو فييرا بينتو 33' - دومينغوس 82' |

| تركيا | 0–3   | الدنمارك                                  |
| ----- | ----- | ----------------------------------------- |
|       | تقرير | - بريان لاودروب 50'، 84' - ألان نيلسن 69' |

## مرحلة خروج المغلوب

### المسار
|  | ربع النهائي         | ربع النهائي         |                    |       | نصف النهائي | نصف النهائي |  |  | النهائي | النهائي |
|  |                     |                     |                    |       |             |             |  |  |         |         |
|  | 22 يونيو – ليفربول  |                     |                    |       |             |             |  |  |         |         |
|  |                     |                     |                    |       |             |             |  |  |         |         |
|  | فرنسا (ج.)          | 0 (5)               |                    |       |             |             |  |  |         |         |
|  | فرنسا (ج.)          | 0 (5)               | 26 يونيو – مانشستر |       |             |             |  |  |         |         |
|  | تاهيتي              | 0 (4)               |                    |       |             |             |  |  |         |         |
|  | تاهيتي              | 0 (4)               | فرنسا              | 0 (5) |             |             |  |  |         |         |
|  | 23 يونيو – برمنغهام |                     | فرنسا              | 0 (5) |             |             |  |  |         |         |
|  |                     | جمهورية التشيك (ج.) | 0 (6)              |       |             |             |  |  |         |         |
|  | جمهورية التشيك      | جمهورية التشيك (ج.) | 0 (6)              | 1     |             |             |  |  |         |         |
|  | جمهورية التشيك      |                     | 30 يونيو – لندن    | 1     |             |             |  |  |         |         |
|  | البرتغال            | 0                   |                    |       |             |             |  |  |         |         |
|  | البرتغال            | 0                   | جمهورية التشيك     | 1     |             |             |  |  |         |         |
|  | 23 يونيو – مانشستر  |                     | جمهورية التشيك     | 1     |             |             |  |  |         |         |
|  |                     | ألمانيا             | 2                  |       |             |             |  |  |         |         |
|  | ألمانيا             | ألمانيا             | 2                  | 2     |             |             |  |  |         |         |
|  | ألمانيا             | 26 يونيو – لندن     |                    | 2     |             |             |  |  |         |         |
|  | كرواتيا             | 1                   |                    |       |             |             |  |  |         |         |
|  | كرواتيا             | 1                   | ألمانيا            | 1 (6) |             |             |  |  |         |         |
|  | 22 يونيو – لندن     |                     | ألمانيا            | 1 (6) |             |             |  |  |         |         |
|  |                     | إنجلترا             | 1 (5)              |       |             |             |  |  |         |         |
|  | إسبانيا             | إنجلترا             | 1 (5)              | 0 (2) |             |             |  |  |         |         |
|  | إسبانيا             |                     |                    | 0 (2) |             |             |  |  |         |         |
|  | إنجلترا (ج.)        | 0 (4)               |                    |       |             |             |  |  |         |         |
|  | إنجلترا (ج.)        | 0 (4)               |                    |       |             |             |  |  |         |         |

### ربع النهائي
| إسبانيا                          | 0 - 0 (ب.و.إ.) | إنجلترا                        |
| -------------------------------- | -------------- | ------------------------------ |
|                                  |                |                                |
| ركلات الترجيح                    |                |                                |
| - هييرو - أمور - بيلسويه - نادال | 2–4            | - شيرر - بلات - بيرس - غاسكوين |

| فرنسا                                         | 0 - 0 (ب.و.إ.) | هولندا                                          |
| --------------------------------------------- | -------------- | ----------------------------------------------- |
|                                               |                |                                                 |
| ركلات الترجيح                                 |                |                                                 |
| - زيدان - دجوركاييف - ليزارازو - غيران - بلان | 5–4            | - دي كوك - ر. دي بور - كلايفرت - سيدروف - بليند |

| ألمانيا                                        | 2 - 1 | كرواتيا        |
| ---------------------------------------------- | ----- | -------------- |
| - يورغن كلينسمان 20' (ركلة.) - ماتياس زامر 59' |       | دافور شوكر 51' |

| جمهورية التشيك    | 1 - 0 | البرتغال |
| ----------------- | ----- | -------- |
| كارل بوبورسكي 53' |       |          |

### نصف النهائي
| فرنسا                                                  | 0 - 0 (ب.و.إ.) | جمهورية التشيك                                       |
| ------------------------------------------------------ | -------------- | ---------------------------------------------------- |
|                                                        |                |                                                      |
| ركلات الترجيح                                          |                |                                                      |
| - زيدان - دجوركاييف - ليزارازو - غيران - بلان - بيدروس | 5–6            | - كوبيك - نيدفيد - بيرغر - بوبورسكي - رادا - كادليتس |

| ألمانيا                                            | 1 - 1 (ب.و.إ.) | إنجلترا                                             |
| -------------------------------------------------- | -------------- | --------------------------------------------------- |
| شتيفان كونتس 16'                                   |                | آلان شيرر 3'                                        |
| ركلات الترجيح                                      |                |                                                     |
| - هسلر - شترونتس - رويتر - تسيغه - كونتس - أ. مولر | 6–5            | - شيرر - بلات - بيرس - غاسكوين - شيرنغهام - ساوثغيت |

### النهائي
| 30 يونيو 199619:00\| جمهورية التشيك \| 1 - 2 (ب.و.إ.) \| ألمانيا \| \| ------------------------ \| -------------- \| --------------------- \| \| باتريك بيرغر 59' (ركلة.) \| \| أوليفر بيرهوف 73' 95' \|ملعب ويمبلي، لندنالحضور: 73,611الحكم: بييرلويجي بايريتو (إيطاليا) |                |                       |
| جمهورية التشيك | 1 - 2 (ب.و.إ.) | ألمانيا               |
| باتريك بيرغر 59' (ركلة.) |                | أوليفر بيرهوف 73' 95' |

| بطل يورو 96               |
| ------------------------- |
| · ألمانيا · للمرة الثالثة |

## إحصاءات

### ترتيب الهدافين
عدد الأهداف المُسجلة  64 هدفًا  في 31 مباراة، بمتوسط 2.06 هدفًا في المباراة الواحدة.
5 أهداف
- آلان شيرر

3 أهداف
- خريستو ستويتشكوف
- يورغن كلينسمان
- دافور شوكر
- براين لاودروب

هدفان
- أوليفر بيرهوف
- ماتياس زامر
- تيدي شيرنغهام
- بييرلويجي كازيراغي

هدف
- زفونيمير بوبان
- غوران فلاوفيتش
- راديك بيبل
- باتريك بيرغر
- بافل كوكا
- بافل نيدفيد
- كارل بوبورسكي
- فلاديمير شميتسر
- يان سشوبارك
- ألان نيلسن
- بول غاسكوين
- لوران بلان
- يوري دجوركاييف
- كريستوف دوغاري
- باتريس لوكو
- شتيفان كونتس
- أندرياس مولر
- كريستيان تسيغه
- إنريكو كييزا
- دينيس بيركامب
- يوردي كرويف
- باتريك كلايفرت
- فرناندو كوتو
- دومينغوس
- لويس فيغو
- جواو فييرا بينتو
- ريكاردو سا بينتو
- فلاديمير بيستشاستنيخ
- ألكساندر موستوفوي
- أوماري تيترادزه
- إليا تسيمبالار
- فلورين رادوتشويو
- ألي مككويست
- ألفونسو بيريز
- غييرمو أمور
- خوسيه لويس كامينيرو
- خافيير مانخارين
- كوبيلاي توركيلماز

هدف ذاتي
- لوبوسلاف بينيف

### أسرع هدف
الدقيقة الثالثة: آلان شيرر (إنجلترا × ألمانيا) وخريستو ستويتشكوف (بلغاريا × رومانيا).

### معدل التهديف
2,06 في المباراة الواحدة.

## وصلات خارجية
- إحصائيات البطولة